# Tommy Douglas
Thomas "Tommy" Douglas (Falkirk, Escocia; 20 de octubre de 1904-Ottawa, Canadá; 24 de febrero de 1986) fue un pastor bautista y un prominente político socialdemócrata canadiense nacido en Escocia, líder de la Federación Cooperativa de la Commonwealth de Saskatchewan (CCF) a partir de 1942 y el séptimo primer ministro de Saskatchewan desde 1944 a 1961. Condujo el primer gobierno socialista de Norteamérica e introdujo el sistema de salud público universal en Canadá. Cuando el CCF (Federación Cooperativa de la Commonwealth) se unió con el Congreso del Trabajo Canadiense para formar el nuevo partido democrático, lo eligieron como su primer líder federal y sirvió en ese puesto entre 1961 y 1971.
En 1930 se casó con Irma Dempsey, estudiante de música en la universidad de Brandon. Tuvo una hija, la actriz Shirley Douglas, y adoptaron más adelante a su segunda hija Joan, que fue enfermera. Es abuelo del actor Kiefer Sutherland, ya que su hija Shirley estuvo casada con Donald Sutherland, padres de Kiefer.
En 2004, lo votaron “el canadiense más grande” de todos los tiempos en un concurso televisado a nivel nacional, organizado por la Canadian Broadcasting Corporation. Una miniserie sobre su vida, El gigante de la pradera: La historia de Tommy Douglas, fue filmada entre febrero y mayo de 2005 y emitida en CBC en dos capítulos los días 12 y 13 de marzo de 2006.

## Vida y activismo tempranos
Douglas nació en 1904 en Falkirk, Escocia. En 1910, su familia emigró a Canadá, buscando una vida mejor e instalándose en Winnipeg.
De niño, Douglas se dañó una pierna y desarrolló osteomielitis por lo que casi pierde la pierna, pero fue atendido de forma gratuita por un médico que tan solo pidió a cambio que sus estudiantes pudiesen atender al tratamiento. Este hecho hizo arraigar en Douglas la creencia de que el cuidado médico debe ser gratuito para todo el mundo o sea, las personas no deben depender de la caridad para obtener el tratamiento médico que necesiten.
Durante la Primera Guerra Mundial, la familia volvió a Glasgow. Luego retornaron a Winnipeg.
En 1919, Douglas fue testigo de la huelga general de Winnipeg desde un tejado de la calle principal, desde donde pudo ver cómo la policía cargaba con armas de fuego contra la manifestación y cómo luego arrastraban el cadáver de un huelguista.
A los quince años, Douglas comenzó una carrera de boxeador como amateur. En 1917 usaba un gran gimnasio del sindicato para entrenar. Douglas apareció con el campeón canadiense Gato Taylor de los pesos pesados, y con el campeón de los Estados Unidos, Ed “Estrangulador” Lewis. Con 61 kilos de peso, en 1922 obtuvo el campeonato de los pesos ligeros de Manitoba a los seis asaltos, con la nariz rota, varios dientes menos y la mano rota. Al año siguiente revalidó su título.
En 1924, Douglas comenzó sus estudios para el ministerio evangélico en la Universidad de Brandon. Mientras estudiaba allí, fue influenciado por el Movimiento Social Evangélico, que combinaba principios cristianos con reforma social. Se graduó por la Universidad de Brandon en 1930 y terminó su máster (mA) en Sociología por la Universidad de McMaster en 1933 con su tesis "Los problemas de la familia subnormal". Mas se retractó de estas teorías (y raramente volvió a mencionarlas a lo largo de su vida) tras un viaje a la Alemania nazi en 1938. Su gobierno jamás decretó ninguna política de eugenesia (observada en dos provincias canadienses: Alberta y Columbia Británica, que sí tenían legislación eugenésica en los años 30 (dicha filosofía no fue abandonada en Norteamérica hasta la Segunda Guerra Mundial).
Después fue ordenado ministro de la Iglesia Bautista del Calvario en Weyburn, Saskatchewan. Con el inicio de la Gran Depresión, Douglas se convirtió en activista social en Weyburn, y estableció la nueva organización del CCF. Fue elegido para la Cámara de los Comunes canadiense en las elecciones federales de 1935.
Con el inicio de la Segunda Guerra Mundial, se alistó en el ejército canadiense, ofreciéndose voluntario para el servicio en ultramar. Durante la revisión médica de los Granaderos de Winnipeg, observaron que Thomas tenía problemas en una pierna por lo que no pudo partir hacia Hong Kong con sus compañeros. Siempre lamentó no haber podido estar con su regimiento cuando algunos de sus compañeros cayeron muertos o prisioneros en Hong Kong en diciembre de 1941.

## Primer ministro de Saskatchewan
A pesar de ser un miembro federal del parlamento y no todavía del MLA, Douglas fue elegido como líder del Saskatchewan CCF en 1942 y no dimitió de la Cámara de los Comunes hasta el 1 de junio de 1944. Él condujo el CCF el 15 de junio de 1944 a la elección provincial, ganando 47 de 53 asientos en la asamblea legislativa de Saskatchewan, y formando así el primer gobierno socialista democrático no solo de Canadá, sino de toda la Norteamérica también.
Douglas y el Saskatchewan CCF entonces empezaron a ganar cinco victorias seguidas de la mayoría en todas las elecciones provinciales subsecuentes de Saskatchewan hasta 1960. La mayor parte de las innovaciones pioneras de su gobierno vinieron durante su primer término, incluyendo:
- la creación del Saskatchewan público. Sucesor de la Comisión de corriente eléctrica de Saskatchewan, que comenzó un programa largo para ampliar el servicio eléctrico a las granjas y a las aldeas aisladas.
- la creación en Canadá del primer seguro público para automóvil, la oficina de seguro del gobierno de Saskatchewan.
- la creación de una gran cantidad de corporaciones de ayuda, muchas de las cuales compitieron con el sector privado.
- legislación que permitió la sindicalización del servicio público.
- un programa para ofrecer cuidado hospitalarios gratuitos a todos los ciudadanos -el primero en Canadá.
- legislación de Saskatchewan que rompió la nueva tierra mientras que protegió las libertades fundamentales y los derechos a la igualdad contra el abuso, no solo por los agentes del gobierno sino también por parte de las instituciones y de las personas privadas de gran alcance (la cuenta de Saskatchewan de los derechos precedió a la adopción de la Declaración Universal de Derechos Humanos por las Naciones Unidas durante 18 meses).

Gracias a una economía de la posguerra en crecimiento y a la gerencia financiera prudente de las multas provinciales del tesorero Clarence, el gobierno de Douglas pagó lentamente la enorme deuda dejada por el gobierno liberal anterior, y creó un exceso de presupuesto para el gobierno de Saskatchewan. La promesa del gobierno federal en 1959 de dar aún más dinero para la asistencia médica, coadyuvaría al logro más notable de Douglas, la introducción de la legislación de Cuidados médicos universales en 1961.

## Cuidados Médicos
La preocupación número uno de Douglas era la creación de Cuidados Médicos. En el verano de 1962, Saskatchewan se convirtió en el centro de una lucha entre el gobierno provincial, el establecimiento médico norteamericano, y los médicos de la provincia, que trajeron cosas a un alto con una huelga de los doctores. Al morir un bebé porque su doctor resultó golpeado en la huelga, los anuncios de radio emitidos por los doctores tenía el sonido del niño que gritaba como pasó. Los doctores creyeron que sus mejores intereses no eran resueltos y que había interferencia del gobierno en las decisiones aun cuando Douglas había prometido asistencia médica, entonces convino que su gobierno pagaría la tarifa del servicio para evitar más muertes. El establecimiento médico demandó que Douglas importaría a doctores extranjeros para hacer el trabajo del plan. Sus defensores también han precisado que los planes privados del gobierno del seguro médico cubrieron entre el 60 y el 63 por ciento de la población de Saskatchewan antes de que la legislación de Seguro de enfermedad fuera introducida.
Un hecho político a menudo olvidado es que aunque Douglas se le atribuye extensamente como el padre de Seguro de enfermedad, él se había retirado de su posición como primer ministro de Saskatchewan, dejando este trabajo en 1961 a Woodrow Lloyd, quien había tomado la dirección del nuevo partido democrático federal.
El programa de Saskatchewan finalmente fue lanzado por su sucesor, Woodrow Lloyd, en 1962. El éxito del programa público del cuidado médico de la provincia no fue perdido en el gobierno federal. Otro político de Saskatchewan, nuevamente elegido primer ministro, John Diefenbaker, decretaba en 1958 que cualquier provincia que intentara introducir el plan del hospital recibiría 50 centavos de dólar del Gobierno federal. En 1964, la justicia recomendó la adopción a nivel nacional del modelo de Saskatchewan del seguro médico público. En 1966, el gobierno liberal de la minoría de Lester B. Pearson creó tal programa, con el Gobierno federal pagando la mitad de los costes y los gobiernos provinciales la otra mitad.
Tommy Douglas dijo: «La medida del valor de un gobierno no es solamente el Producto Nacional Bruto, tampoco el equilibrio de la balanza internacional de pagos, no está solamente en la cantidad de reservas de oro. Seguramente el valor de un gobierno está en lo que hace por su gente, la medida en que mejora su calidad de vida, mejora la asistencia sanitaria, les da mejores medidas de seguridad, mejores estándares de valores morales. Eso es lo que hace grande a una nación».
Mientras Tommy Douglas luchaba por el sistema de salud en Canadá, una batalla similar se libraba en Estados Unidos de América. Esa batalla tuvo como consecuencia la aprobación de los programas Medicare y Medicaid, que garantizaron cobertura médica a los ciudadanos de tercera edad y a los pobres, a través de un sistema de pagador único.

## Líder federal de NDP
El CCF, aliado con el congreso de trabajo canadiense para formar el nuevo partido democrático (NDP) en 1961, Douglas derrotó a Hazen tras discutir en la primera convención de la dirección de NDP y se hizo el primer líder del nuevo partido. Douglas dimitió de la política provincial y buscó la elección a la Cámara de los Comunes en 1962, pero fue derrotado. Lo eligieron más adelante en una posterior elección en Burnaby, Coquitlam, Columbia Británica.
Reelegido como primer ministro para ese periodo, en las elecciones de 1963 y 1965, Douglas perdió en las elecciones federales de 1968. Ganó un asiento otra vez en una las elecciones de 1968 y allí continuaría hasta su retiro de la política en 1979.

## Últimos años de carrera y retiro
En 1962, Douglas recibió el doctorado honorario de leyes de la universidad de Saskatchewan. Dimitió como líder de NDP en 1971, pero conservó su asiento en la Cámara de los Comunes. Sirvió como crítico de la energía del NDP bajo el nuevo líder, David Lewis.
Se retiró de política en 1979 y desempeñó servicios en la junta directiva de la petrolera de la ciudad, impulsando el uso de gas. Pietro
La fundación de Douglas-Coldwell fue establecida en 1971. En 1981, Douglas fue hecho "compañero de la Orden de Canadá". En 1985, le concedieron la Orden del mérito de Saskatchewan. A mediados de los años ochenta, la universidad de Brandon creó un edificio de la unión de los estudiantes en honor a Douglas y de su viejo amigo, Stanley Knowles.
En junio de 1984 Douglas fue herido cuando un autobús lo atropelló, pero se recuperó rápidamente y en su 80.º cumpleaños demandó a la empresa de servicio de transporte. En este punto de su vida su memoria comenzaba a retrasar aunque continuaría siendo activo en la fundación Douglas-Coldwell.
Se convirtió en un miembro del Consejo privado de la Reina para Canadá el 30 de noviembre de 1984. En 1998 lo instalaron en el pasillo de la fama de los médicos canadienses.
Douglas murió de cáncer el 24 de febrero de 1986 a la edad de 81 en Ottawa.

## Representaciones artísticas
En la miniserie producida por Canadian Broadcasting Corporation, basada en la vida de Pierre Trudeau, Trudeau and Trudeau II: Maverick in the Making, Tommy Douglas es interpretado por el actor Eric Peterson.
En la miniserie biográfica, Gigante de la Pradera, emitida los días 12 y 13 de marzo de 2006, por la propia cadena CBC, Douglas fue interpretado por Michael Therriault. La película fue ampliamente objetada por la crítica como históricamente inexacta. Particularmente, la representación en la película de James Gardiner, premier de Saskatchewan desde fines de los años 20 hasta mediados de los años 30, fue rechazada por historiadores políticos y por la propia familia de Gardiner. En respuesta, la CBC consultó a un "historiador neutral" para revisar el film y pulirlo para próximas emisiones, suspendiendo, inclusive, todas las ventas tanto hogareñas como educacionales. Gigante de la Pradera fue mostrada en Asia por Hallmark Channel los días 11 y 12 de junio de 2007.
En el quinto episodio de la quinta temporada de la serie de drama adolescente británica Skins se escuchan sus palabras pronunciando la siguiente frase al terminar el episodio: "Man can now fly in the air like a bird, swim under the ocean like a fish, he can burrow into the ground like a mole. Now if only he could walk the earth like a man, this would be paradise" (en español: "El hombre puede ahora volar en el aire como un ave, nadar bajo el océano como un pez y cavar en el suelo como un topo. Ahora, si solo pudiera caminar por la Tierra como un hombre, esto sería el paraíso").

## Mouseland
También fue conocido por su narración de la fábula de "Mouseland", en la que compara a los votantes con ratones, y la forma en que ambos eligen a los gatos negros o blancos como sus políticos, pero nunca sus propios ratones: lo que significa que los trabajadores y sus intereses generales no estaban siendo atendidos por la elección de los políticos ricos de los partidos liberal y conservador (gatos blancos y negros), y que solo una parte de su clase (ratones), originalmente el CCF, más tarde, el Plan Nacional de Desarrollo, podrían servir a sus intereses (los ratones). Años más tarde, su famoso nieto, el actor de televisión Kiefer Sutherland, realizó la introducción de un video animado que utiliza un discurso de Douglas para su narración.